# 基幹急行バス
基幹急行バス（きかんきゅうこうバス）は、沖縄本島の那覇バスターミナル-コザバス停間で平日のみ運行されている急行バス。
すべての便が伊佐を経由するため、系統番号の背景色はピンク色となっている。

## 概要
過去にも主要系統の一部で、一部バス停のみ停車する特急バス・急行バスを運行していたことがあったが、2019年9月から12月にかけて順次本格運行を開始した那覇バスターミナル - コザ間で通過運行を行う基幹急行バス「でいごライナー」が平日ダイヤ時のみ、4系統合計でコザ方向13本・那覇方向16本運行されていたが、2025年1月19日改正時点ではコザ方向・那覇方向ともに7本の運行となっている。
それぞれ23番・27番・31番の急行運転となるが、一部区間で各停便と経路が異なる27番・31番はそれぞれ777番・331番の別番号が与えられている。
3系統それぞれ那覇 - コザ間の経路および停車バス停は同一で、那覇バスターミナル - 県庁北口 - 沖縄タイムス前（2022年6月30日までは農林中金前） - 泊高橋 - 上之屋 - SCSK沖縄センター前 （2022年12月25日までは第二城間）- 宇地泊 - 伊佐 - 新城 - 普天間 - 比嘉西原 - 山里 - 中の町 - 胡屋 - コザの各バス停に停車し、23番はコザ以遠も通過運行、残る系統はコザ以遠各停運行となる。
かつては77番(名護東線)の基幹急行バスも運行されていたが、2025年1月19日のダイヤ改正で、77番(名護東線)自体が名護バスターミナル～屋慶名バスターミナル間の運転に短縮されたため、ダイヤ改正前最後の平日ダイヤ適応日となる、2025年1月17日をもって運行が終了した。ダイヤ改正前は平日ダイヤの午前中に、那覇バスターミナル発(9:25・10:35)・名護バスターミナル発(6:00・6:50)がそれぞれ2本ずつ運行されていた。

## 運行系統
※本数は2025年1月19日改正現在のダイヤより。

### 琉球バス交通
- 23 具志川線 - 一部の便を急行バスとして運行。具志川方面3本、那覇方面5本の運行。

### 沖縄バス
- 777 急行バス（屋慶名）線 - 27番が大謝名経由に対して、777は伊佐経由。屋慶名方面2本・那覇方面1本の運行。

### 東陽バス
- 331 急行バス（久茂地経由）線 -31番は開南経由に対して、331番は久茂地経由。泡瀬方面2本、那覇方面1本の運行。